# Alawieten

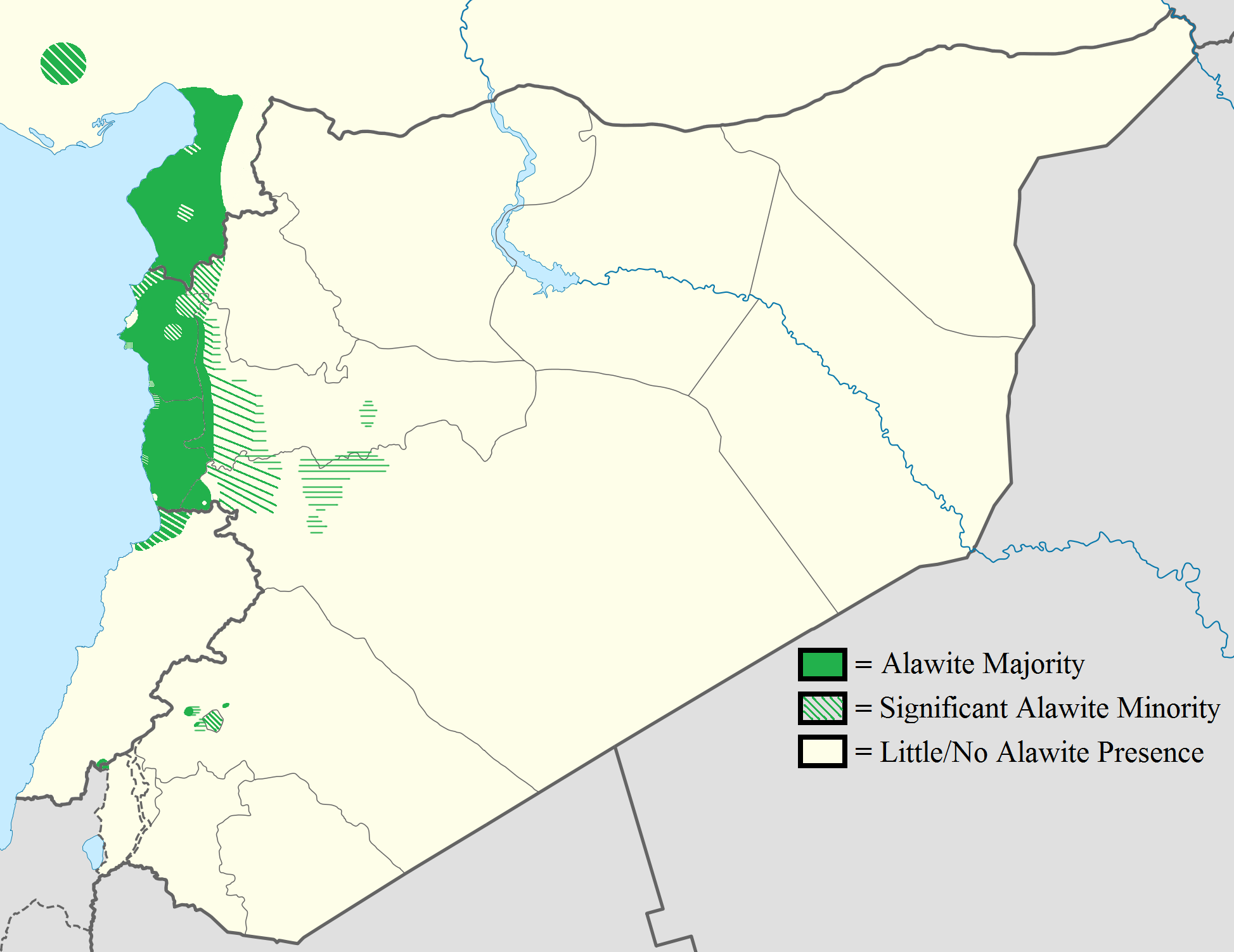
Verspreiding van de alawieten in de regio Levant.

De alawieten of alavieten (Arabisch: alawieten/علوي) (vroeger ook noesairi's) vormen een geloofsgemeenschap die voortgekomen is uit een afsplitsing van de sjiitische islam. Alawieten wonen verspreid in Noordwest-Syrië, Turkije (Vooral in Antakya en de provincie Hatay, Mersin, Tarsus, Adana en andere Turkse steden) en Libanon. In Turkije staan zij bekend als 'Arap-Alevi' (Arabische alevieten), vanwege hun etnische achtergrond en om onderscheid te maken tussen de Turkse alevieten en Koerdische alevieten zaza.
De alawieten geloven dat de Twaalf Imams de enige rechtmatige opvolgers van Mohammed zijn, net als Mozes en Jezus ook hun twaalf apostelen gehad zouden hebben. Het alawitisme is een stroming die door Muhammad ibn Nusayr werd gesticht, een leerling van de 10e imam en 11e imam (vandaar de term Nusayri). Veel religieuze leiders claimen echter dat het door Hossein ibn Hamdan Khasibi (gest. 957 of 968 te Aleppo) werd gesticht.
De alawitische stroming kent duizenden heiligdommen in het zuiden van Turkije, echter erkent de Turkse regering deze niet als publieke gebedshuizen. Het bekendste heiligdom is wellicht dat van Khidr, in Samandağ. Ook in het noordwesten van Syrië bevinden zich vele heiligdommen. 
Alawieten zijn als minderheid eeuwenlang vervolgd door soennitische islamitische heersers (zoals kaliefen en sultans); de dertiende-eeuwse rechtsgeleerde Ibn Taymiyya sprak een gewelddadige fatwa uit waarna het halal werd bevonden om alawieten te doden en hun bezittingen afhandig te maken. 
Hun politieke emancipatie begon vlak na de Eerste Wereldoorlog, waarin zij vele offers en steun aan het Osmaanse leger hadden gegeven bij de veldslagen tegen Britse en Franse mogendheden, maar uiteindelijk gewantrouwd en onbeschermd werden en op zichzelf waren aangewezen.
Dit wantrouwen had te maken met de Arabische onafhankelijkheidsbeweging die begon in Groot-Syrië en die door de Turkse verzetsbeweging beschouwd werd als ‘verraad’. Te midden van het oorlogsgeweld en chaos werden de Arabische alawieten in Cilicië (huidige zuiden van Turkije) gedwongen zichzelf te beschermen en een eenheid te vormen. Sindsdien is de term Nusayri in de vergetelheid geraakt en is de benaming Arabische alawitisme in zwang gekomen.
In Groot-Syrië, de toenmalige Osmaanse provincie die destijds onder het Franse Volkenbond-mandaat lag, werden alawieten verder gemilitariseerd door de opkomst van de non-sektarische Ba'ath-partij in Syrië en de staatsgreep door de officier en latere president Hafez al-Assad in 1970.
De alawieten in zowel Turkije als Syrië en Libanon zijn op politiek-sociaal vlak voornamelijk seculier, democratisch gezind en gemoderniseerd, met name bij de jeugd van deze minderheid treft men een meer liberale levenshouding aan dan binnen de soennitische moslimgemeenschap.

## Naam
De naam alawieten is afgeleid van Ali, de neef en schoonzoon van de profeet Mohammed. De term alawieten werd erkend door de Fransen toen Syrië Frans mandaatgebied werd (1920). Traditioneel werden de alawieten aangeduid als Nusayrīs (نصيريون), Namiriyya en Ansariyya. De term Nusayriyya gaat terug op de eerste theoloog van de sekte, Mohammed ibn Noesair Namiri Abdi (gest. ca. 900) en wordt door soennieten en andere sjiieten ter aanduiding gebruikt. Zelf geven alawieten de voorkeur aan de naam Alawiyya voor de referentie naar Ali.

## Geschiedenis
Er wordt vaak gezegd dat tijdens het leven van Ali een aantal van zijn toegewijde volgelingen uit Irak, waar hellenistische en heidense culturen de achtergrond vormden van vele bekeerlingen, hem beschreven als God, of het onderwerp van een goddelijke incarnatie (حلول; hulul). Maar de oorsprong van de alawitische stroming wordt door de meeste academici herleid naar de zogeheten gulat (sekten in Zuid-Irak) en niet meer naar de eerdergenoemde paganistische pre-islamitische culten, zoals voorheen aangenomen werd. De stroming is halverwege de negende eeuw ontstaan in Irak. Aan de aanhangers werd tussen de elfde en twintigste eeuw steevast gerefereerd met de term Nusayriyya. Deze verwijst naar Muhammed ibn Nusayr an-Namiri, een ambitieuze alawitische geleerde en de favoriete volgeling van de elfde imam al-Hasan al-Askari. Alawieten geloven dat de kern van de Nusayri-doctrine bestaat uit een nieuwe religieuze onthulling die de elfde imam had ontvangen en toevertrouwd aan Ibn Nusayr. Tegenwoordig is deze term niet meer bekend bij alawieten, heeft het een negatieve connotatie en wordt vaker door niet-alawieten gebruikt. Door vervolgingen en oorlogen trokken alawieten verder naar het noorden richting de Levant, waar zij in de bergen verbleven, die later de Djabal al-alawiyyin werd genoemd. Ook waren er alawieten in het Sinjar-gebergte in Irak. 
Het concept van een God of het goddelijke gereïncarneerd in Ali en daarna in de imams die hem opvolgden, dient echter esoterisch-kosmologisch te worden opgevat. Volgens de soefi-meester en mysticus Hadji Bektasj Veli kan een mens door een juiste wijze van leven ook de staat van vervolmaking, dat wil zeggen de goddelijke staat, bereiken. Dit is neergelegd in zijn vier deuren en veertig treden-principe. Alawieten leefden sinds de Arabische islamitische veroveringen eeuwenlang harmonieus samen met de christenen van het Midden-Oosten. Binnen Syrië golden zij tot 1963 als bijzonder agrarische, zeer provinciale en achtergebleven minderheid, die het slachtoffer was van discriminatie. Sinds 1970 is hun positie verbeterd, terwijl de Syrische president Hafez al-Assad als alawiet zijn geloofsgenoten belangrijke posities toebedeelde, die voorheen aan soennitische moslims uit de stedelijke elite waren voorbehouden.

## Geloofsleer
Een groot deel van de alawitische geloofsleer is alleen bekend aan veelal mannelijke ingewijden en wordt naar buitenstaanders - zeker naar soennitische moslims - toe strikt geheim gehouden. De alawieten vieren zowel de sjiitische feestdagen als christelijke feestdagen zoals Kerstmis en Palmzondag. De alawieten geloven dat Ali niet dood is en sommige geloven dat Ali een god is. Net als de meeste sjiieten erkennen ze een groot deel van de metgezellen van de profeet Mohammed niet. De alawieten geloven in de drie-eenheid van de profeet Mohammed, Ali Ibn Abi Taalib en Salmaan al-Faarisi. Bij de alawieten is het woord van de Koran overal aanwezig. Zij onderwerpen zich echter niet aan de sharia, de islamitische wetsvoorschriften, omdat zij de diepere betekenis van deze wetten hebben doorzien, en zodoende van deze plichten bevrijd zouden zijn. Alawieten geloven in een vorm van reïncarnatie, wedergeboorte. Vanwege hun geloof in imam Ali als incarnatie van de goddelijke wijsheid alsook hun afwijzing van de islamitische reinheids- en spijswetten, staan alawieten in de ogen van de soennitische moslims dicht bij de christenen. Evenwel is het gnosticisme als element in het alawitisme aanwezig: het boek Mythe der Schaduwen verhaalt, dat bij de Schepping de lichtgestalten van de zielen zijn vastgeketend aan het lichaam en vlees. Hierin herkent men het dualisme van de alawitische religie en wereldopvatting. Ondanks hun gebrek aan onderwerping aan de sharia, is het voor veel alawieten niet verboden om andere - met name sjiitische - moskeeën te bezoeken, te bidden volgens de voorschriften van de Koran en zich aan te passen. Aanpassing in de openbare ruimte heeft de alawitische religie doen overleven in tijden van vervolging. Ten tijde van de Kruistochten bestonden de alawieten reeds en waren zij passieve onderdanen in de kruisvaardersstaten zoals het vorstendom Antiochië, het graafschap Tripoli en het graafschap Edessa. De ismaïlitische sjiieten daarentegen vormden in de regio de plaag van de assassijnen met hun sluipmoorden en aanslagen tegen de kruisvaarders en lokale christenen. Alawieten kennen - anders dan twaalver-sjiieten, ismaïlieten en soennieten - geen publiek jihadisme (tabligh) voor de verspreiding van hun geheime geloof. Twaalver-sjiitische moslims beschouwen de alawieten als moslims, en vanwege hun affiliatie met imam Ali als hun kleinere broeders. Terwijl de meerderheid van de sjiitische moslims de alawieten als moslims en kleinere medebroeders beschouwt, beschouwen de meeste soennieten (en zeker de strenge wahabieten en salafisten onder hen) de alawieten als „ongelovigen” of zelfs afvalligen, waardoor de alawieten van tijd tot tijd zelfs meer dan dhimmi-christenen en dhimmi-joden aan vervolging en uitroeiing blootgesteld werden.

## Verspreiding

Vlag van de autonome Staat der Alawieten binnen het Frans Mandaat Syrië.

Omstreeks 1930 telde de groep circa 300.000 leden, van wie het merendeel zich bevond in de van 1920 tot 1945 in het Franse mandaatgebied van Syrië bestaande autonome Staat der Alawieten.

#### Syrië

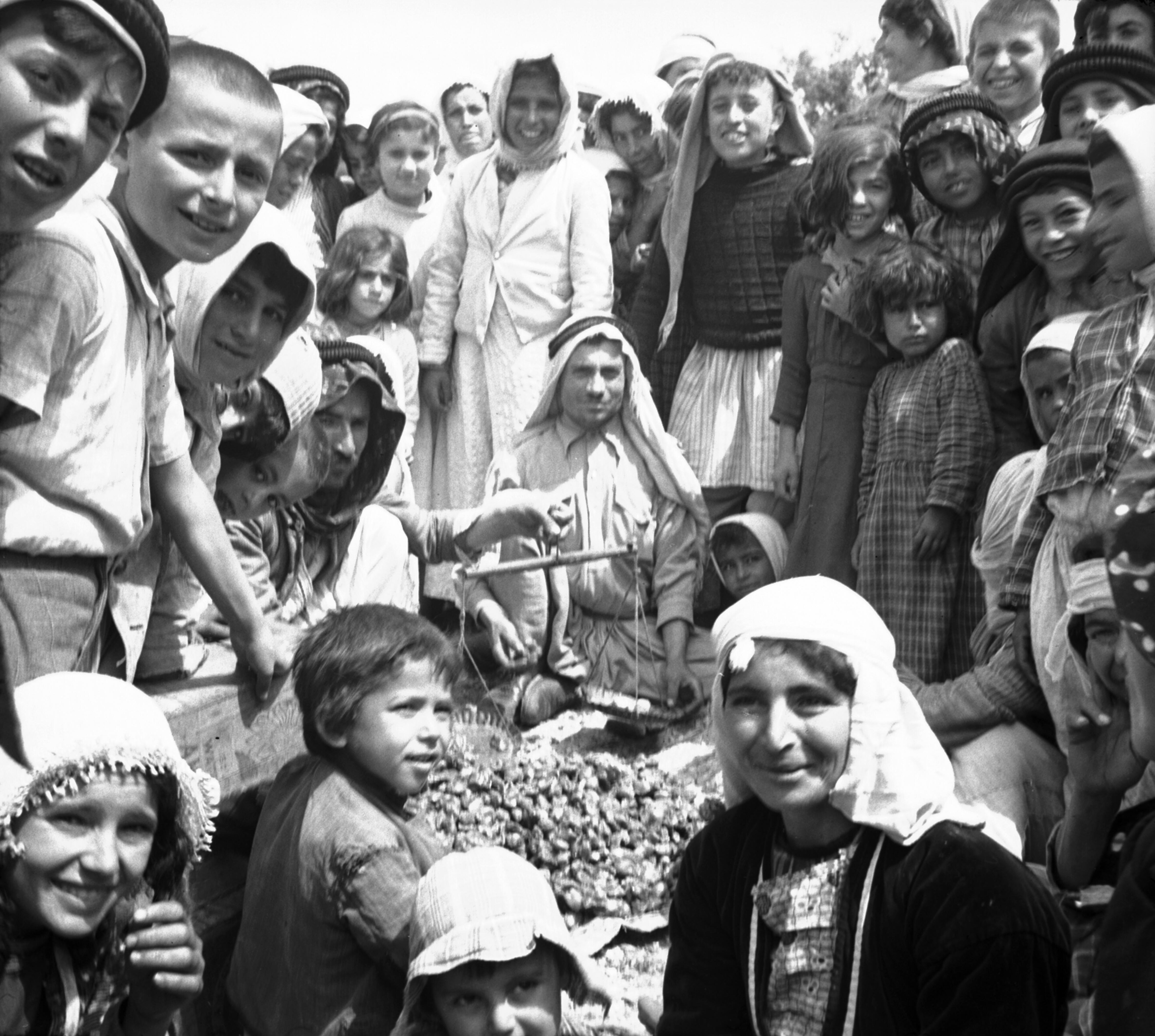
Alawitische openluchtviering in de noordwestelijke Syrische kustplaats Baniyas in 1941 tijdens de Franse Vichy-regering.

De alawieten komen voornamelijk voor in het huidige Syrië, binnen de gouvernementen Latakia en Tartus. Ook in Damascus en andere grote steden zoals Aleppo en Homs wonen tegenwoordig grote aantallen alawieten. Binnen Syrië vormen de alawieten een minderheid tegenover een meerderheid van soennieten. Een groot deel van de militaire en zelfs van de bestuurlijke elite in Syrië behoorde ten tijde van het presidentschap van Bashar al-Assad tot de alawitische minderheid, inclusief de president zelf. Op de door Israël bezette Syrische Golanhoogten (in het uiterste zuidwesten van Syrië) wonen in het verdeelde Syrisch-Libanese dorp Ghajar ook ongeveer tweeduizend alawitische burgers, van wie de meesten een Syrisch paspoort hebben. Israël heeft de alawitische inwoners een Israëlisch paspoort aangeboden, maar de meerderheid heeft dit geweigerd en beschouwt zich als Syrisch; enkelen hebben ook een Libanees paspoort in het Libanese dorpsgedeelte. 

#### Libanon
Ook komen alawieten voor in delen van noordelijk Libanon, met name in enkele gehuchten en dorpen aan de Libanese staatsgrens met de Syrische gouvernementen Tartus en Homs. De grotendeels conservatief-soennitische Libanese stad Tripoli kent ook een grote alawitische woonwijk, Jabal Mohsen. De alawitische minderheid in Tripoli kent sinds enige decennia wel een eigen moskee en gemeenschapshuis, de Imam Ali-moskee, en heeft sinds de Libanese burgeroorlog (1975-1990) ook nauwe sociale en politieke contacten met de twaalver-jiitische moslims en hun terreurorganisaties (Amal en Hezbollah) binnen Libanon. Voor de Libanese burgeroorlog vormden de alawieten in Tripoli en het noordelijke platteland van Libanon een geringe, verarmde en verwaarloosbare minderheid, maar de Syrische militaire interventie in de Libanese burgeroorlog vergrootte hun politieke gewicht zeer sterk, aangezien de Syrische militaire juntaleider en president Hafez al-Assad zelf een alawiet was. Anti-Syrische salafisten en pro-Syrische alawieten vechten in een stadsgedeelte (Jabal Mohsen en Bab al Tabbaneh) met elkaar sinds 1998. 
Verreweg de meeste sjiitische moslims in Libanon zijn echter twaalver-sjiieten. In Zuid-Libanon wonen in het verdeelde dorp Ghajar ongeveer tweeduizend alawieten. Een deel van Ghajar is Libanees, het andere deel behoort tot de Syrische Golanhoogten die echter door Israël zijn bezet en geannexeerd.

#### Turkije

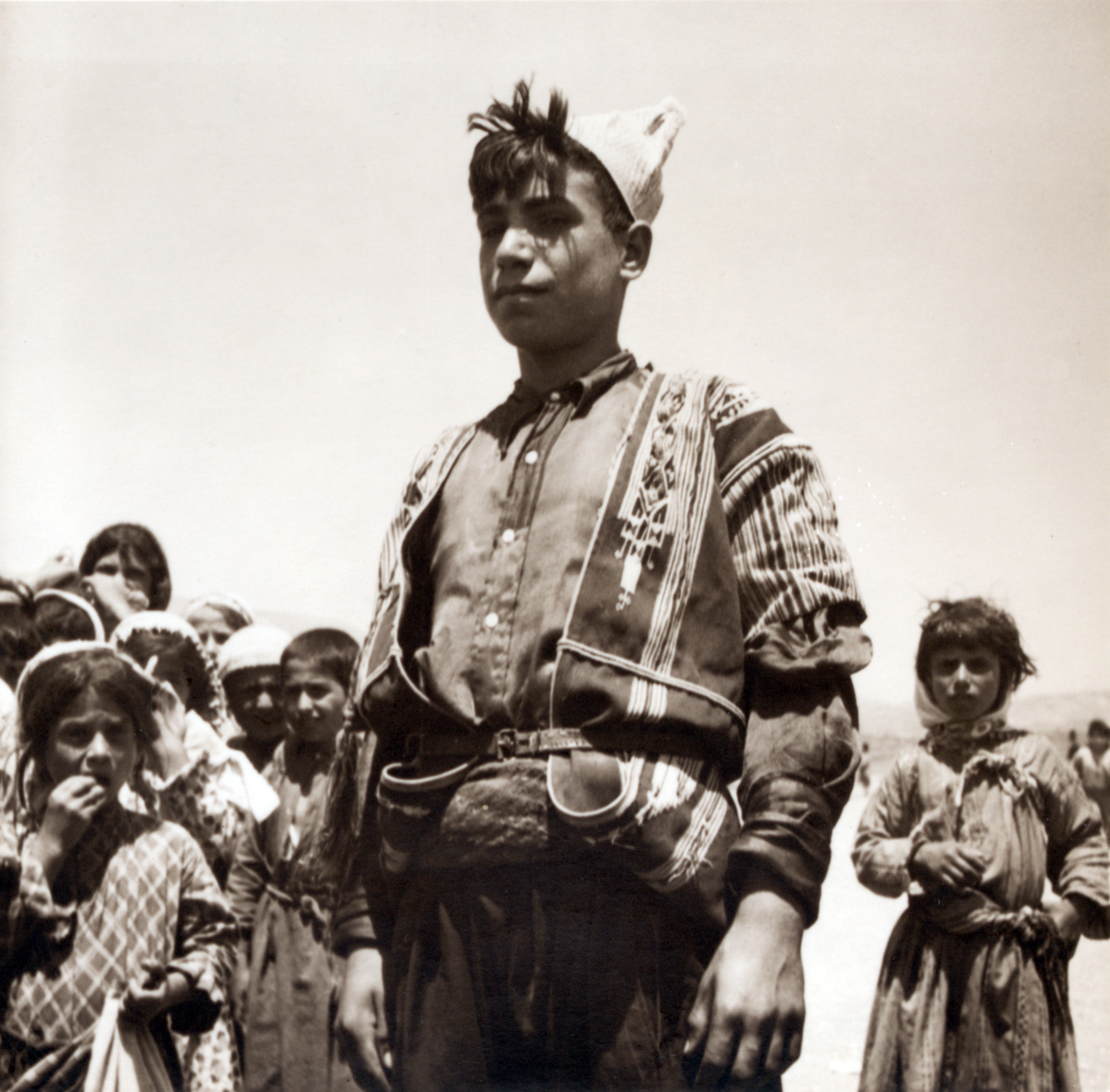
Arabischtalige alawitische kinderen dansen in Antiochië op 14 juli 1938 in de nieuwe Republiek Hatay. Turkse troepen bezetten de Syrische Sandjak van Alexandretta in 1938. In 1939 annexeert Turkije de Republiek Hatay formeel.

Ook de sinds 1938 Turkse provincie Hatay (voormalige Syrische Sandjak van Alexandretta) kent een omvangrijke alawitische bevolking, waarvan een gedeelte echter in het Turkse volk is opgegaan tot de 21e eeuw. Met de Turkse annexatie van de Syrische regio Sandjak van Alexandretta in 1939 zijn er tegenwoordig ook vele alawieten aanwezig in Zuid-Turkije. Aangezien zowel de Turkse alevieten als de alawieten een minderheidsgroepering betreffen, en bovendien de Turkse alevieten sjiitische elementen in hun religie kennen, is er veel verwarring tussen deze twee groepen. De verwarring wordt nog eens vergroot doordat zowel (Arabischtalige) alawieten in Turkije alsook Koerdische en Turkstalige alevieten aanhangers zijn van de spiritueel-humanistische leer van de soefi-meester en mysticus Hadji Bektasj Veli. Evenals de Turkstalige alevieten, zijn de oorspronkelijk Arabischtalige alawieten binnen Turkije veelal voorstanders van een seculiere en eerder linkse politiek.

## Bekende alawieten
- Bashar al-Assad, voormalige Syrische president
- Bassel al-Assad, voormalige Syrische militair
- Hafez al-Assad, voormalige Syrische president
- Maher al-Assad, Syrische generaal
- Ali Ahmad Sa'id, Syrische dichter en schrijver
- Wafa Sultan, Amerikaanse psychiater van Syrische afkomst
- Baris Atay, acteur, politicus in Turkije
- Enver Aysever, Schrijver, presentator
- Hala Mohammad, dichter
- Samar Yazbek, schrijver